# Psoloessa salina
Psoloessa salina är en insektsart som först beskrevs av Bruner, L. 1904.  Psoloessa salina ingår i släktet Psoloessa och familjen gräshoppor. Inga underarter finns listade i Catalogue of Life.